# Muránska planina
Muránska planina este o arie protejată (arie specială de conservare — SAC, sit de importanță comunitară — SCI) din Slovacia întinsă pe o suprafață de 20.257,37 ha, integral pe uscat.

## Localizare
Centrul sitului Muránska planina este situat la coordonatele 48°45′58″N 19°59′53″E / 48.766111°N 19.998056°E.

## Înființare
Situl Muránska planina a fost declarat sit de importanță comunitară în aprilie 2004 pentru a proteja 7 specii de plante și 39 de specii de animale. Situl a fost protejat și ca arie specială de conservare în martie 2004.

## Biodiversitate
Situată în ecoregiunea alpină, aria protejată conține 29 de habitate naturale: Tufărișuri subcontinentale peripanonice, Izvoare petrifiante cu formare de travertin (Cratoneurion), Păduri pe pante, grohotișuri și ravene de Tilio-Acerion, Păduri calcicole cu Pinus sylvestris din Carpații Occidentali, Turbării active, Formațiuni de Juniperus communis pe lande sau pajiști calcaroase, Pajiști uscate seminaturale și facies de acoperire cu tufișuri pe substraturi calcaroase (Festuco-Brometalia) (* situri importante pentru orhidee), Păduri de fag subalpine medio-europene cu Acer și Rumex arifolius, Mlaștini turboase de tranziție și turbării mișcătoare, Grohotișuri medio-europene calcaroase, de la nivel colinar și montan, Păduri panonice cu Quercus pubescens, Fânețe de joasă altitudine (Alopecurus pratensis, Sanguisorba officinalis), Lacuri eutrofice naturale cu vegetație de tip Magnopotamion sau Hydrocharition, Pajiști alpine și subalpine calcaroase, Pante stâncoase silicioase cu vegetație casmofită, Păduri de fag Luzulo-Fagetum, Fânețe montane, Pajiști panonice carstice (Stipo-Festucetalia pallentis), Păduri de fag din Europa Centrală dezvoltate pe sol calcaros cu Cephalanthero-Fagion, Liziere de ierburi înalte hidrofile de câmpie și de nivel montan până la alpin, Pante stâncoase calcaroase cu vegetație casmofită, Pajiști carstice calcaroase sau bazofile, de Alysso-Sedion albi, Păduri aluvionare cu Alnus glutinosa și Fraxinus excelsior (Alno-Padion, Alnion incanae, Salicion albae), Mlaștini alcaline, Tufărișuri cu Pinus mugo și Rhododendron hirsutum (Mugo-Rhododendretum hirsuti), Peșteri inaccesibile publicului, Păduri acidofile de Picea de la nivel montan la nivel alpin (Vaccinio-Piceetea), Păduri de fag Asperulo-Fagetum, Formațiuni ierboase bogate în specii de Nardus, dezvoltate pe substraturi silicioase în zone montane (și în zone submontane, în Europa continentală).
La baza desemnării sitului se află mai multe specii protejate:
- plante (7): clopțelul cu frunze de crin (Adenophora lilifolia), Buxbaumia viridis, Campanula serrata, papucul doamnei (Cypripedium calceolus), Daphne arbuscula, Pulsatilla slavica, Pulsatilla subslavica
- păsări (13): șorecar încălțat (Buteo lagopus), mugurar roșu (Carpodacus erythrinus), șerpar (Circaetus gallicus), erete vânăt (Circus cyaneus), șoim dunărean (Falco cherrug), vânturel de seară (Falco vespertinus), pietrar sur (Oenanthe oenanthe), cresteț pestriț (Porzana porzana), Prunella collaris, mărăcinar negru (Saxicola torquatus), cocoș de mesteacăn (Tetrao tetrix), fluturașul de stâncă (Tichodroma muraria), sturzul viilor (Turdus iliacus)
- amfibieni (2): izvoraș-cu-burta-galbenă (Bombina variegata), Triturus montandoni
- mamifere (16): liliac cârn (Barbastella barbastellus), lupul (Canis lupus), vidră de râu (Lutra lutra), râs eurasiatic (Lynx lynx), șoarece de tatra (Microtus tatricus), liliac cu aripi lungi (Miniopterus schreibersii), liliac cu urechi mari (Myotis bechsteinii), liliac cu urechi de șoarece (Myotis blythii), liliac de iaz (Myotis dasycneme), liliac cărămiziu (Myotis emarginatus), liliac comun (Myotis myotis), liliacul mediteranean cu potcoavă (Rhinolophus euryale), liliacul mare cu potcoavă (Rhinolophus ferrumequinum), liliacul mic cu potcoavă (Rhinolophus hipposideros), popândău (Spermophilus citellus), urs brun (Ursus arctos)
- nevertebrate (8): Carabus variolosus, Cordulegaster heros, Cucujus cinnaberinus, Euplagia quadripunctaria, Limoniscus violaceus, fluturele purpuriu (Lycaena dispar), Pseudogaurotina excellens, Rosalia alpina

Pe lângă speciile protejate, pe teritoriul sitului au mai fost identificate 132 de specii de plante, 6 specii de amfibieni, 32 de specii de mamifere, 31 de specii de nevertebrate, 1 specie de pești, 7 specii de reptile.